# رود وینیپگ
رود وینیپگ (به انگلیسی: Winnipeg River) یک رود در کانادا است که در منیتوبا واقع شده‌است.